# Diwali

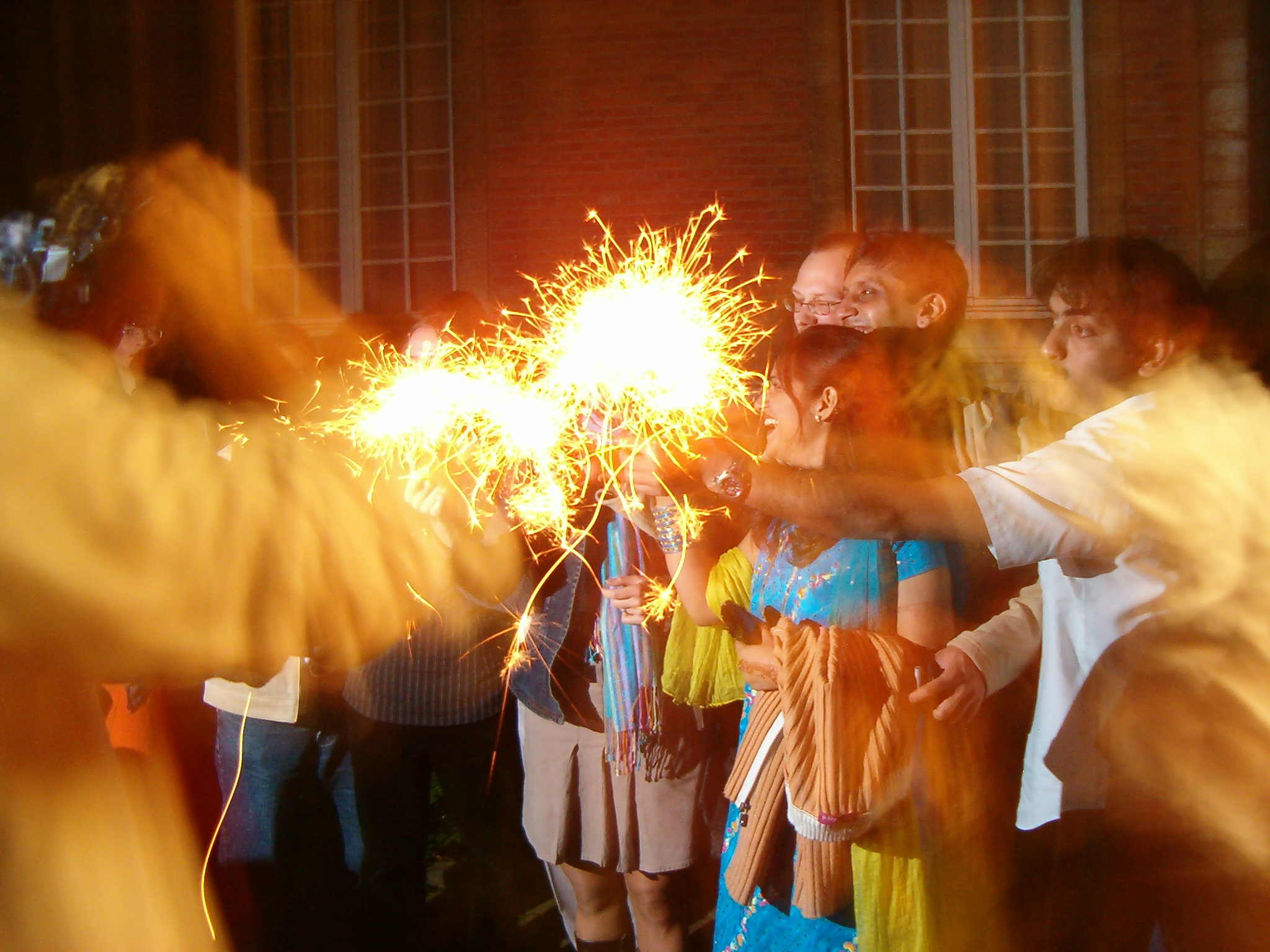
Diwali 2006

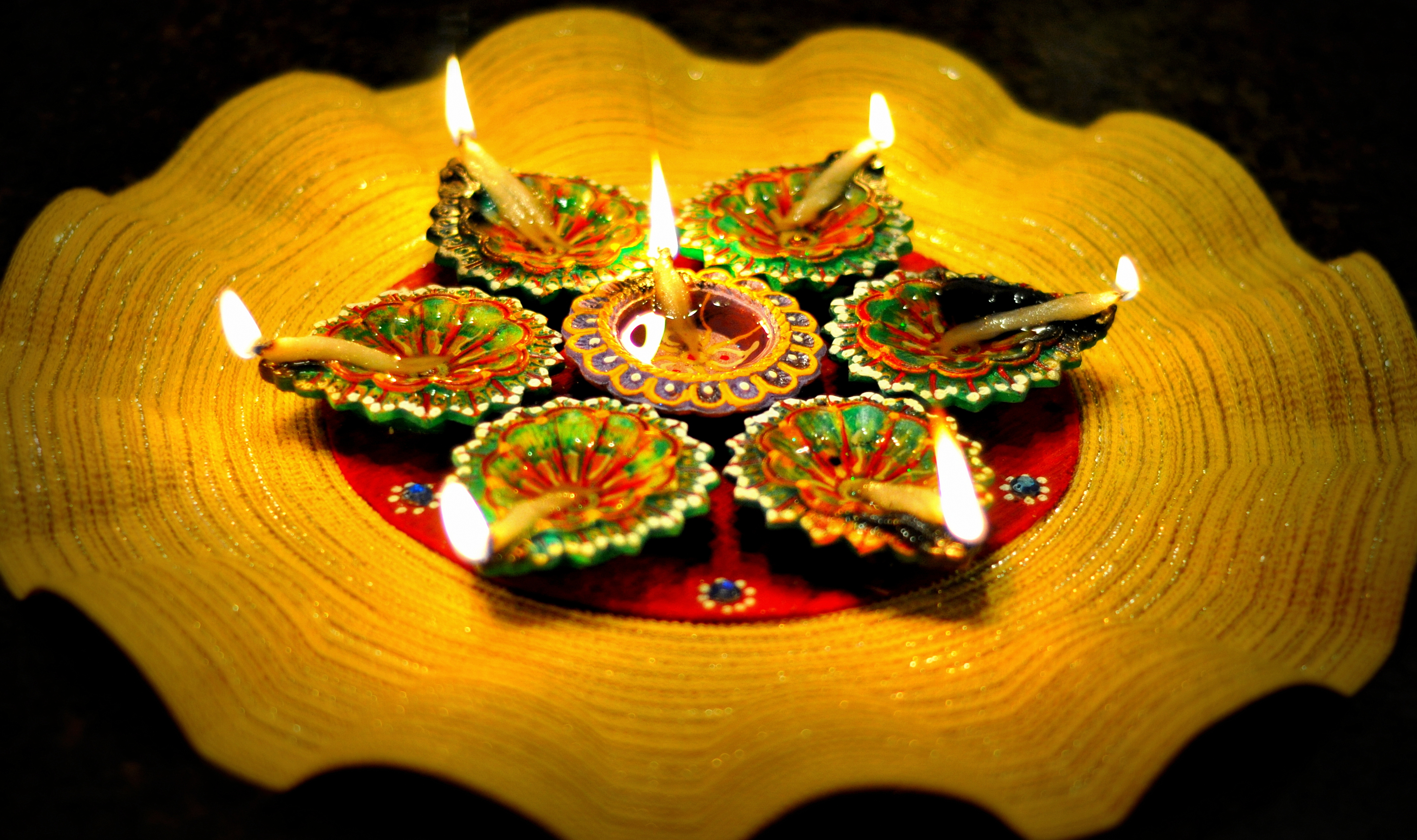
Kolorowe lampki oliwne

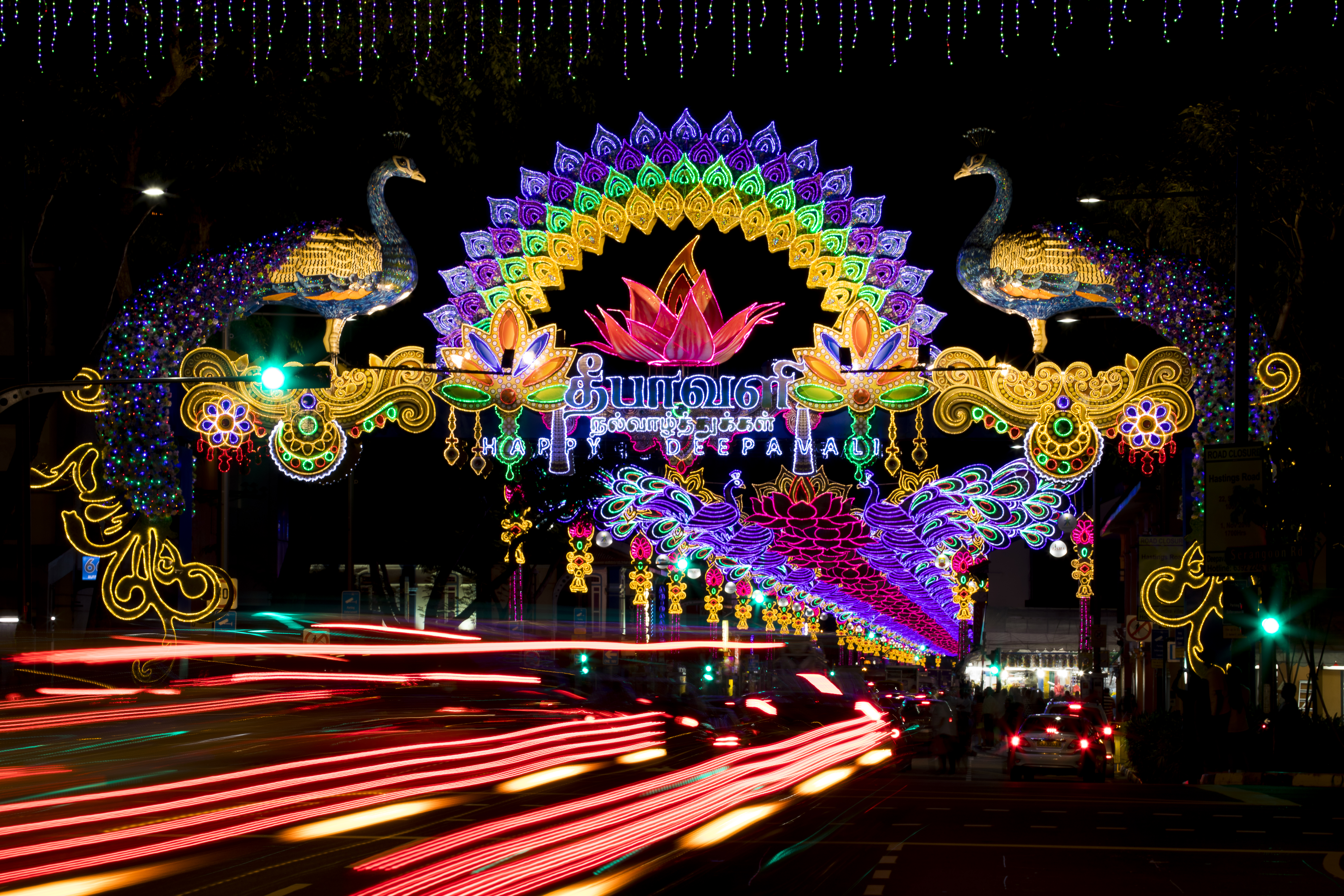
Dipawali w dzielnicy hinduskiej Little India w Singapurze

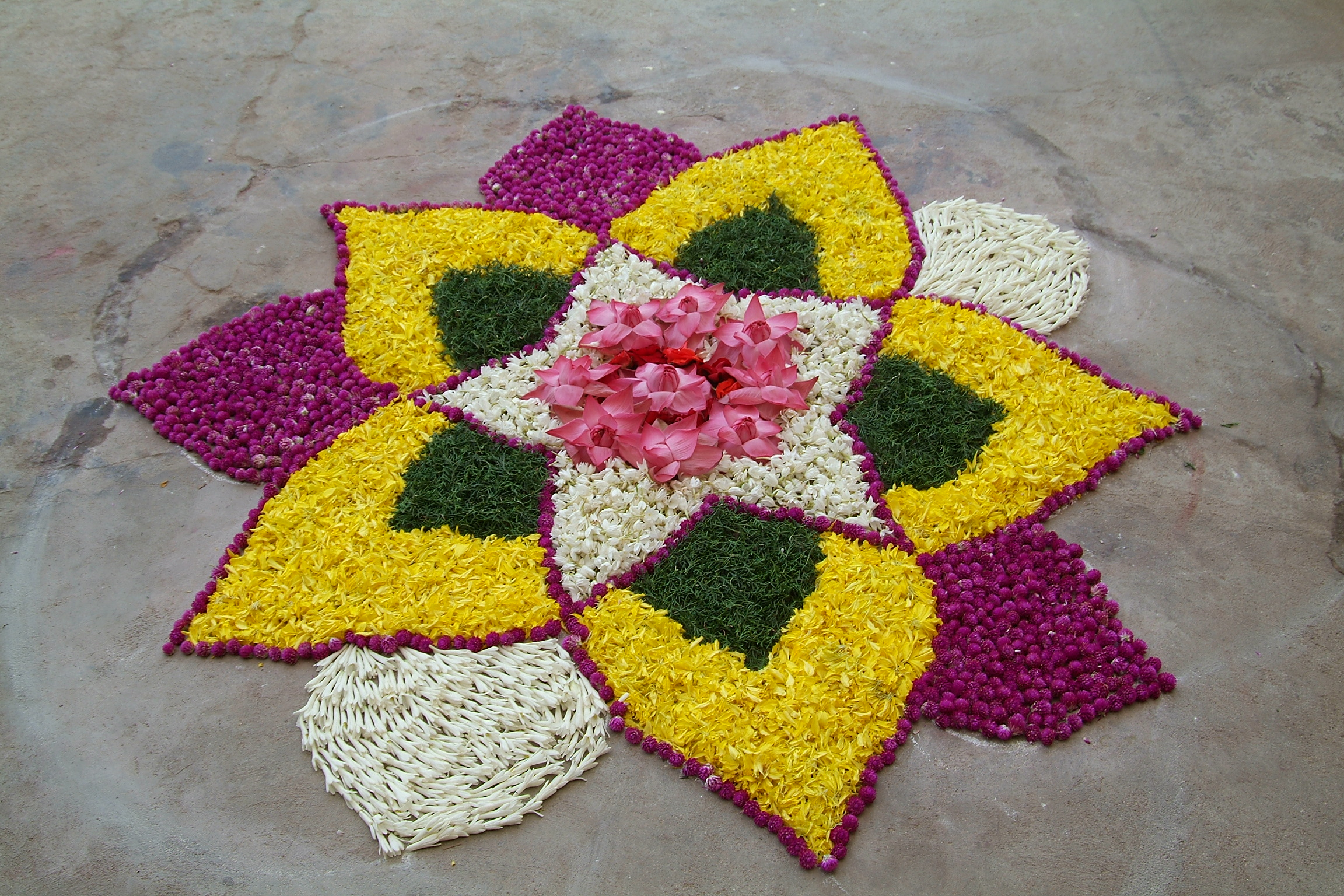
Rangoli z kwiatów

Diwali oraz Dipawali – hinduistyczne święto światła, obchodzone przez kilka dni każdego roku w Indiach.
Najważniejszym dniem obchodów jest Lakshmi Puja, który przypada na amawasja (dzień nowiu, 15 tzn. ostatni dzień ciemnej połowy miesiąca) w miesiącu aszwin lub kartika. Jest to dzień poświęcony Lakszmi (bogini szczęścia i dobrobytu) lub Lakszmi i Ganeśi. Sanskryckie słowo dipawali oznacza dosłownie „rząd lamp” (od słów dipa = „lampa” oraz awali = „rząd”) i odnosi się do lampek oliwnych z wypalanej gliny, które są zapalane przed każdym domem na powitanie Lakszmi. Lampki symbolizują zwycięstwo światła nad ciemnością, dobra nad złem.
Oprawę święta wzbogacają sztuczne ognie i dekoracje kwiatowe. Diwali jest obchodzone z rozmachem, towarzyszą mu liczne imprezy kulturalne.
Jest to jedno z najważniejszych tradycyjnych świąt obchodzonych w Indiach. Stanowi okazję do spotkania w gronie rodziny i przyjaciół, których obdarowuje się głównie słodyczami.

## Diwali
Diwali obchodzone jest w całych Indiach oprócz południowych stanów Tamilnadu, Kerala, Karnataka, Goa i Andhra Pradesh oraz przez Indusów mieszkających m.in. na Mauritiusie, w Stanach Zjednoczonych, Kanadzie, Wielkiej Brytanii i Australii.
Według hinduistycznego kalendarza (w którym to miesiąc księżycowy rozpoczyna się po pełni księżyca), wyznaczająca Diwali amawasja będzie 15. dniem miesiąca kartika. Według kalendarzy, w których miesiąc księżycowy rozpoczyna się po nowiu, będzie to 30. dzień miesiąca aszwin.  Diwali zwykle trwa pięć dni, w których Lakshmi Puja (amawasja) wypada trzeciego dnia. Całe obchody trwają więc odpowiednio od 13. do 17. dnia kartika lub od 30. dnia aszwin do 16. dnia miesiąca kartika.
W stanie Maharasztra obchody Diwali trwają dłużej rozpoczynając się dzień wcześniej, a w Gudźarat zaczyna się dwa dni wcześniej i kończy trzy dni później.
Dokładna data wyznaczana jest względem lokalizacji Allahabadzie (w stanie Uttar Pradesh). Inne, regionalne nazwy Lakshmi Puja to: Diwali, Diwali Puja, Baddi Diwali.

## Dipawali
Dipawali obchodzone jest w stanach południowych Tamilnadu, Kerala, Karnataka, Goa i Andhra Pradesh
oraz m.in. przez Tamilów mieszkających w Malezji, Singapurze, Sri Lance i Republice Południowej Afryki.
Wyznaczająca Diwali amawasja będzie 30. dniem miesiąca aszwin. Całe obchody trwają więc od 29 dnia aszwin do 2 dnia miesiąca kartika. Deepavali zwykle trwa cztery dni, w których Lakshmi Puja (amawasja) wypada drugiego dnia. Obchody Deepavali rozpoczynają się więc dzień wcześniej niż Diwali
Dokładna data wyznaczana jest względem lokalizacji Ćennaj (stolica stanu Tamilnadu).

## Kali Puja
W Bengalu Zachodnim, w tym samym czasie, dzień przed amawasja, obchodzone jest Kali Puja. Jest to święto ku czci Kali, dla której również zapala się lampki. Bogini ta przegania ciemności, rozprawia się z nieprawościami, oczyszczając swoich wiernych swoją miłością.

## Diwali/Dipawali w kulturze popularnej

### W literaturze
- „Życie po hindusku” Janina Rubach-Kuczewska 1971
- „Indie bez osłonek” Harry Sichrovsky 1957

### W filmie
- Chennai Express
- The Last Lear
- Home Delivery: Aapko... Ghar Tak
- Kabhi Khushi Kabhie Gham
- Sillunu Oru Kaadhal
- Ayan
- Khilona
- Chalo Dilli
- Avakai Biryani